# Тайра (завод)
Завод «Тайра» (Новосибирский энергомашиностроительный завод «Тайра») — российское предприятие, основанное в 1955 году. Изготавливает вентиляционные, газоочистные приборы и энергетическое оборудование. Расположено в Советском районе Новосибирска.

## История
Новосибирский энергомашиностроительный завод создан в 1955 году. Основанием для возникновения предприятия послужило возведение Новосибирской ГЭС, для строительной техники гидроэлектростанции были созданы небольшие ремонтные мастерские, на основе которых впоследствии появился завод.
В 1957 году возведены ремонтно-механический и литейный цеха. В 1958 году предприятие поставляет продукцию на Берёзовскую и Назаровскую ГРЭС.
В 1968 году завод начинает производить клапаны для пылегазовоздухопроводов и ролики ленточных конвейеров.
В 1978 году выпускает тракторные краны ТК-5.3 М, бульдозеры на основе трактора Т-130, а также изготавливает нестандартное оснащение для атомных электростанций.
В 1992 году производит вентиляторы низкого и среднего давления, в 1996 году — вентиляторы специального назначения, пылевые, осевые и крышные вентиляторы.
В 2000 году завод поставляет в Ирак 16 фирменных дымососов. В 2001 году налажен выпуск водяных калориферов.
В 2004 году завод начинает производить приточно-вытяжные установки и центральные кондиционеры блочно-модульного типа. В этом же году подписан контракт с австрийской фирмой Frivent.
В 2010 году предприятие поставляет осевые тоннельные вентиляторы Новосибирскому и Минскому метрополитенам.

## Продукция
- Вентиляторы общего и специального назначения
- Оборудование для систем вентиляции и кондиционирования воздуха
- Пылеулавливающее оборудование
- Тепловентиляционное оборудование
- Энергетическое оборудование и тягодутьевые машины
- Центральные вентиляционные установки

## Финансовые показатели
В 2014 году выручка предприятия составила 550 млн рублей.